# 氷舌

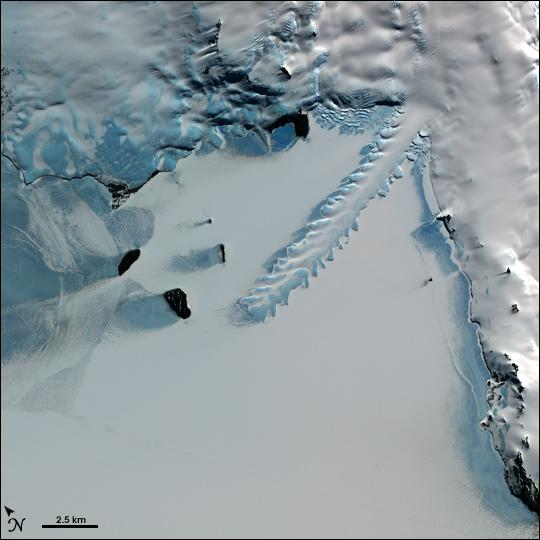
氷舌

氷舌（ひょうぜつ、ice tongue）とは、海岸線から舌状に突き出た狭く長い氷のシート。
谷氷河が海または湖へ非常に早く流れ込む場合に生じやすい。
陸側の氷河と同一の氷としてつながっている。ただし、力学的に見ると、氷舌全体が陸によって支えられているわけではない。陸によって支えられているのは根元だけで、大部分は浮力によって支えられて海上に顔を出している。そのため、自重によって割れたり、横から氷山がぶつかったりすると、陸の氷河から完全に分離して氷山（海氷）となる。